# フライト (映画)
『フライト』（Flight）は、ロバート・ゼメキス監督・製作による2012年のアメリカ映画である。

## 概要
デンゼル・ワシントン、ドン・チードル、メリッサ・レオ、ブルース・グリーンウッド、ケリー・ライリー、ジョン・グッドマンら豪華キャストが出演。ロバート・ゼメキスにとっては、2000年の『キャスト・アウェイ』、『ホワット・ライズ・ビニース』以来の実写作品である。
ゼメキスは本作の脚本を絶賛しており、「この脚本の素晴らしいところは登場人物が次に何をするかわからないことだ。物語の結末や主人公の行く末を知りたくなるんだよ。読み出すと止まらなかった」と語っている。
劇中、ドラッグの売人の登場シーンではローリング・ストーンズの曲が使用されている。アメリカではR指定、日本ではPG12指定を受けた。
なお、本作品は2000年1月31日にカリフォルニア州アナパカ島沖で発生したアラスカ航空261便墜落事故に影響を受けているとされている。

## ストーリー
オーランド（オーランド国際空港）からアトランタ（ハーツフィールド・ジャクソン・アトランタ国際空港）に向かっていた航空機が、突然急降下を始めてしまった。機長のウィップ・ウィトカーは制御不能となった航空機を背面飛行させた後に地上への胴体着陸を試みた結果、乗客・乗員102名のうち96名が生還を果たした。
ウィップは「奇跡のパイロット」として一躍時の人となる。ところが事故調査委員会はウィップの血液からアルコールが検出されたとして、彼に過失致死罪の適用を検討していた。実は、ウィップはアルコール依存症で、コカインの常習者だった。通常なら生還不能ともされる状況下で多数の乗客・乗員を救った英雄とも言われる一方で、過失致死罪となれば終身刑の身となるウィップはNTSBの尋問に挑む。事故責任の所在をめぐる知略や事実の攻防戦が辿り着く先は…。

## キャスト
ウィップ・ウィトカー
演 - デンゼル・ワシントン、日本語吹替 - 小山力也
事故機の機長。元・アメリカ海軍パイロット。
ヒュー・ラング
演 - ドン・チードル、日本語吹替 - 目黒光祐
パイロット組合がウィップに用意した敏腕弁護士。
ニコール・マッゲン
演 - ケリー・ライリー、日本語吹替 - 高森奈緒
薬物依存症の女性。入院先でウィップと出会う。
ハーリン・メイズ
演 - ジョン・グッドマン、日本語吹替 - 楠見尚己
ウィップの親友。ドラッグの売人。
チャーリー・アンダーソン
演 - ブルース・グリーンウッド、日本語吹替 - 田中正彦
パイロット組合の代表。ウィップの古くからの友人で、海軍の同じ部隊にいたが、パイロットは引退している。
エレン・ブロック
演 - メリッサ・レオ、日本語吹替 - 寺内よりえ
NTSB（アメリカ国家運輸安全委員会）調査班リーダー。
ケン・エヴァンス
演 - ブライアン・ジェラティ、日本語吹替 - 松本忍
事故機の副操縦士。敬虔なキリスト教徒。
マーガレット・トマソン
演 - タマラ・チュニー、日本語吹替 - 福田如子
事故機の客室乗務員。ウィップとは古くからの付き合い。
カテリーナ・"トリーナ"・マルケス
演 - ナディーン・ベラスケス、日本語吹替 - 織部ゆかり
事故機の客室乗務員。ウィップの恋人。
男性患者
演 - ジェームズ・バッジ・デール、日本語吹替 - 佐藤せつじ
ウィップとニコールが入院先の病院で出会ったガン患者。頭髪がなくなっている。
ディアナ
演 - ガーセル・ボヴェイ、日本語吹替 - 渡辺育子
ウィップの元妻。

## 製作
2011年4月、本作の監督としてロバート・ゼメキスへ交渉され、7月4日、ゼメキスの監督とデンゼル・ワシントンの主演が報じられた。
9月、ケリー・ライリーが主要女性キャストとして参加し、さらに同月に過去の作品でデンゼル・ワシントンと共演したドン・チードル、ジョン・グッドマン、ブルース・グリーンウッドも加わり、そしてメリッサ・レオ、ジェームズ・バッジ・デールへも交渉された。
撮影は2011年10月に開始された。

## マーケティング
1本目の予告編は2012年6月6日に公開された。
日本では航空サスペンスのように宣伝され、予告編では「何かの間違いにより主人公のパイロットの体からアルコールが検知された」とのように作り込まれていた。また、冒頭のコカイン摂取といった麻薬依存症については全く触れられていない。アルコール依存症に関しても、酒瓶が大量に置いて有るテーブル付近で倒れる、ウイスキーを捨てる、酒をまた飲んでいると問いただされるカットが瞬間的に挿入される程度であった（実際の内容は麻薬、アルコール依存症の主人公を描いたヒューマンドラマである。）。

## 評価
Rotten Tomatoesでは219のレビューの下、78%の支持を獲得し、高い評価を得た。『シカゴ・サンタイムズ』のロジャー・イーバートは星4つの満点をつけている。タイム誌は「航空機事故を描いた映画史上最も恐ろしく、リアルな作品。本作は映画学校で教材にすべき名作だ」と絶賛。
第85回アカデミー賞では脚本賞と主演男優賞にノミネートされ、デンゼル・ワシントンは3度目の受賞が期待されたが、いずれも受賞には至らなかった。